# Mixaderus castanneus
Mixaderus castanneus is een keversoort uit de familie schijnsnoerhalskevers (Aderidae). De wetenschappelijke naam van de soort werd in 1941 gepubliceerd door Manuel Martínez de la Escalera.